# Asesinato de Tessa Majors
El asesinato de Tessa Majors ocurrió cerca del parque Morningside en Morningside Heights, Manhattan, Nueva York, el 11 de diciembre de 2019. Majors, una estudiante blanca de dieciocho años del Barnard College, fue atacada por tres chicos negros que pretendían robarle resultando apuñalada varias veces, lo que le causó la muerte. Uno de los sospechosos, un joven de trece años, fue arrestado al día siguiente y acusado de asesinato. Dos meses más tarde, dos sospechosos de catorce años también fueron acusados de su asesinato.
Luchiano Lewis, de catorce años, admitió culpabilidad por asesinato en segundo grado. Rachaun Weavers, de trece, fue acusado del apuñalamiento.

## Antecedentes
En Morningside Park habían ocurrido diecisiete robos en la primavera de 2019 en comparación con los siete robos que habían ocurrido el año anterior. Los sospechosos de estos robos eran en su mayoría jóvenes menores de entre doce y catorce años, que reincidían en sus acciones. Según un informe, el Colegio Barnard no había asistido a las reuniones locales sobre la delincuencia en los meses anteriores al asesinato de Majors, aunque el colegio Barnard sí que había recibido informes regulares de la policía de Nueva York y a los estudiantes de primer año se les impartió una reunión de seguridad como parte de las actividades de orientación.

## Ataque

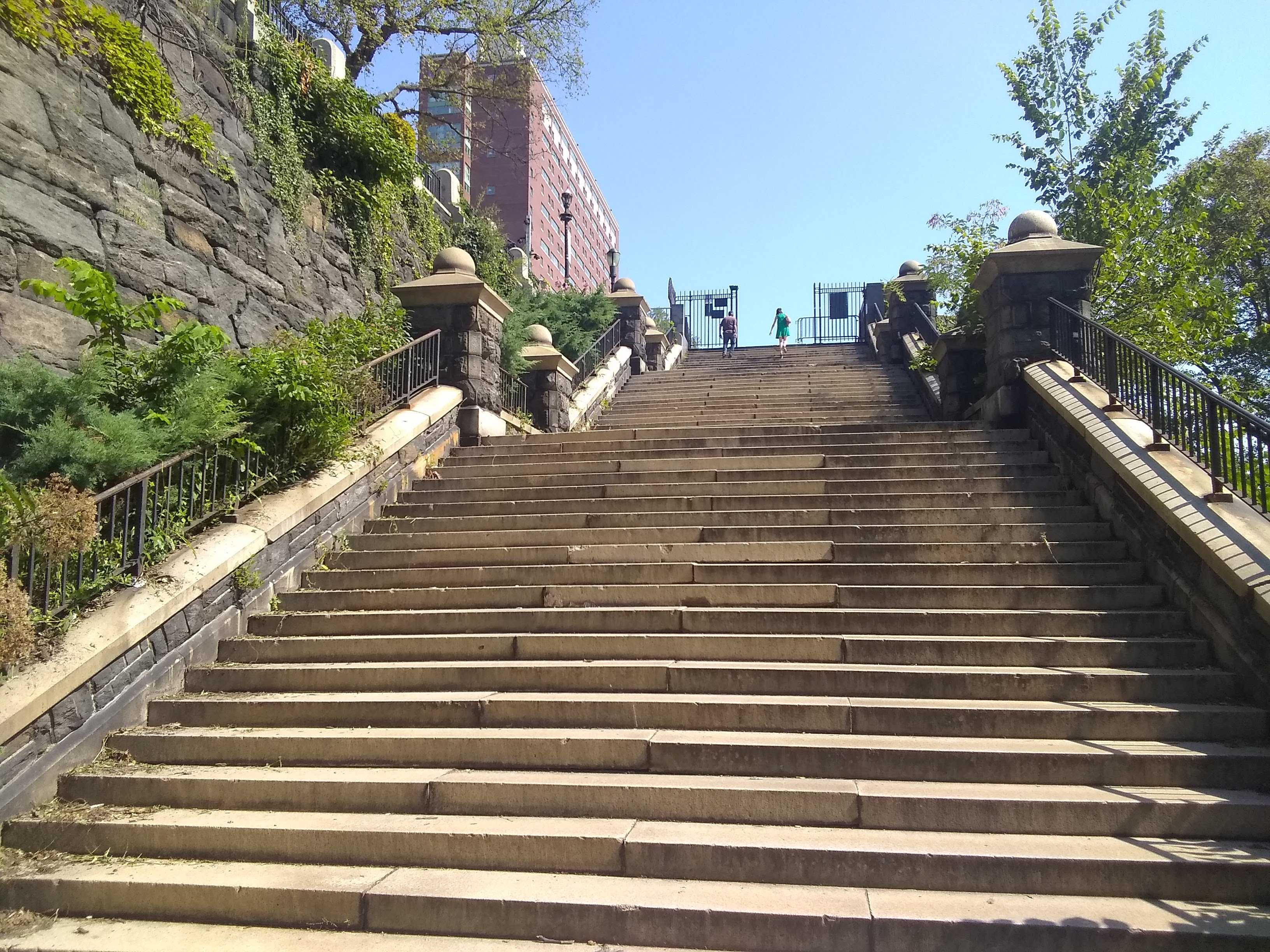
La escalera de la calle 116, cerca de donde se encontró a Majors.

El 11 de diciembre de 2019, Majors iba caminando por Morningside Park, a varias cuadras del Barnard College, donde era estudiante. Poco antes de las 7:00 p. m., fue atacada por "entre una y tres personas"  en una escalera cerca de la calle 116 y la calle Morningside Drive. La policía especuló que el ataque fue un "robo que salió mal".
Según la confesión del sospechoso de trece años, alrededor de la hora de la cena, los tres sospechosos fueron al parque a ver si podían robar a alguien. Consideraron varias víctimas potenciales, pero finalmente decidieron atacar a Majors. El sospechoso le dijo a la policía que uno de sus dos cómplices agarró a Majors por el cuello con el brazo inmovilizándola como para estrangularla, mientras los otros le robaban lo que llevaba en los bolsillos. Intentaron robarle sus pertenencias, incluido su teléfono móvil. Majors se negó a entregar su teléfono y luchó. El sospechoso también le dijo a la policía que uno de los ladrones apuñaló a Majors con un cuchillo. Según un testigo, uno de los asaltantes le gritó a Majors: "dame tu teléfono" y ella replicó gritando pidiendo ayuda: “¡Ayúdenme! ¡Me están robando!
Según el sospechoso de trece años, Majors mordió con fuerza uno de los dedos del atacante que la retenía, causando que sangrara. Las autoridades pensaron que el principal sospechoso comenzó a apuñalarla furioso después de que ella le mordiera el dedo. El sospechoso admitió en su confesión que el atacante apuñaló a Majors después de que ella lo mordiera. Majors fue apuñalada varias veces en el pecho. Una puñalada le atravesó el corazón. Las heridas también le provocaron "una profusa hemorragia pulmonar". Según el sospechoso de trece años, fue apuñalada con tanta fuerza que las plumas de su chaquetón acolchado se salieron. 
Después del asalto, los atacantes de Majors revisaron sus bolsillos y huyeron mientras Majors, sangrando, subió las escaleras tambaleándose. Se derrumbó en la esquina de Morningside Drive y la calle 116. Mientras aún estaba consciente, le dijo a un testigo que había sido apuñalada y robada en el parque. Un guardia de seguridad la encontró en lo alto de la escalera. La policía respondió al ataque después de una llamada al 911, encontrando a Majors con múltiples heridas de arma blanca. Fue declarada muerta en el Hospital Monte Sinaí. Según el médico forense, Majors murió debido a heridas de arma blanca en el torso.

## Investigación y sospechosos
El día después del asesinato, la policía arrestó a un joven de trece años y lo acusó de asesinato y robo. El sospechoso fue arrestado después de ser sorprendido entrando sin autorización en una casa vestido con ropa y zapatillas que coincidían con la descripción dada de los sospechosos del asesinato. Confesó a la policía que él y los otros dos sospechosos fueron al parque a robar a la gente. También confesó a la policía su participación en el asesinato de Majors, diciéndoles que cogió el cuchillo que más tarde se usaría para matar a Majors después de que su compañero lo dejara caer. También le dijo a la policía que vio como los otros dos ladrones agarraron a Majors por la espalda para estrangularla intentando dejarla inconsciente. Mientras uno de los ladrones la sostenía, el otro intentó tomar sus pertenencias. Según el sospechoso, uno de los ladrones la acuchilló varias veces mientras ella gritaba pidiendo ayuda. Después de que los sospechosos mayores apuñalaron a Majors, revisaron sus bolsillos. Los tres jóvenes entonces huyeron.  
La jueza Carol Goldstein fijó la fecha del juicio del sospechoso para el 16 de marzo. También negó las solicitudes de sus abogados para que fuera puesto en libertad bajo la custodia de sus tíos debido a la gravedad de los cargos en su contra. Para evitar los pasos en falso ocurridos durante el caso de la corredora de Central Park 30 años antes, la policía llamó a los fiscales desde el principio del caso. Además, todas las preguntas del niño de trece años fueron grabadas en video.
Un segundo sospechoso, de catorce años, fue arrestado y puesto en libertad el 12 de diciembre.
La policía no pudo localizar al tercer sospechoso, también de catorce años, durante dos semanas, pero lo detuvo el 26 de diciembre después de publicar su fotografía. Según The New York Times, los detectives creen que algunos miembros de la familia del chico lo escondieron hasta que la marca de la mordedura en el dedo sanó. Después de ser interrogado, el niño fue puesto bajo custodia de sus abogados a la espera de una mayor investigación.  
En enero de 2020, se anunció que el caso contra los dos sospechosos de catorce años iría ante un gran jurado. El 14 de febrero de 2020, uno de los chicos de catorce años que había sido arrestado el 26 de diciembre fue acusado por un gran jurado. El Departamento de Policía de la Ciudad de Nueva York lo volvió a arrestar y lo acusó como adulto de dos cargos de asesinato en segundo grado, un cargo de robo en primer grado y tres cargos de robo en segundo grado. Según una denuncia penal, se encontró ADN de este sospechoso bajo las uñas de Majors
En febrero, el tercer sospechoso, de catorce años, fue arrestado. Fue acusado como adulto de un cargo de asesinato en segundo grado, dos cargos de robo en primer grado y un cargo de robo en segundo grado. 
Ambos sospechosos de catorce años fueron procesados el 19 de febrero y se declararon inocentes.

## Víctima
Tessa Rane Majors (11 de mayo de 2001 – 11 de diciembre de 2019) era de Charlottesville, Virginia. Se graduó de la escuela St. Anne's-Belfield en mayo de 2019. Majors estaba completando su primer semestre como estudiante de primer año en el Barnard College, una escuela privada femenina en Manhattan. Majors cantaba y tocaba el bajo en una banda, Patient 0, que recientemente había lanzado un álbum. Su banda había dado su primer concierto en la ciudad de Nueva York en otoño y tenían previsto tocar dos veces más en Charlottesville durante las vacaciones de invierno. Majors también había dirigido el club de escritura creativa en la escuela secundaria, corría a campo traviesa y era voluntaria en campañas políticas. Majors tenía interés en el periodismo, fue becaria en la Augusta Free Press durante la primavera de 2019, y planeaba estudiar periodismo en la universidad. Su padre es profesor de inglés en la Universidad James Madison y autor de seis libros.

## Consecuencias
El ataque provocó nuevas medidas de seguridad en el Parque Morningside, como cabinas de guardia las 24 horas fuera del parque. También se ampliaron las horas de funcionamiento del autobús de seguridad nocturno. Se prometió financiación adicional para las medidas de seguridad en el Parque Morningside, así como para arreglar la iluminación exterior. La policía de Nueva York asignó más agentes para patrullar el parque, y la Universidad de Columbia prometió más guardias de seguridad. El miembro del Consejo de la Ciudad de Nueva York, Mark D. Levine, anunció que estaba "comprometido a encontrar el dinero para poner las cámaras que necesitamos para las zonas sensibles que no están cubiertas", hablando de añadir cámaras de seguridad que podrían ser monitoreadas en tiempo real por los agentes de policía.

## Reacción
El incidente obtuvo una considerable cobertura en las noticias diarias, en parte porque los crímenes violentos habían disminuido significativamente en la ciudad de Nueva York en los últimos años.
El caso fue particularmente notable debido a la corta edad de los implicadoss; los menores de quince años representan solo una pequeña fracción (significativamente menos del 1%) de los arrestados por asesinato cada año. Además, los agresores eran afroamericanos y, según los informes, el asesinato "resurgió las antiguas tensiones raciales y de clase entre la Universidad de Columbia y el barrio de Harlem que se gentrifica rápidamente".
The New York Times ha comparado el caso con el caso de la corredora de Central Park de 1989, que ocurrió cerca de North Woods en Central Park; ambos casos involucraron "una joven mujer blanca atacada en un parque por adolescentes afroamericanos más jóvenes". Esta comparación con el caso de la corredora fue repetida por Time  y el Star Tribune. Gale Brewer, presidente de la ciudad en Manhattan, instó a los detectives a proceder con precaución para evitar un resultado similar al caso de la corredora. En un esfuerzo por evitar los errores cometidos por la policía 30 años antes, todos los interrogatorios de los sospechosos en el caso de Tessa Majors fueron grabados en video.
En 2021, la prensa comentó que el área de Morningside Park continuaba planteando preocupaciones de seguridad similares al asesinato de Majors, esta vez debido al asesinato de Davide Giri; de hecho, el New York Times lo calificó como "una espeluznante repetición".